# Staubecken Latschau
Das Staubecken Latschau (auch: Speicherbecken Latschau) ist ein Stausee und liegt am Fuß des Golmerhanges und des Krestakopfs und ist Teil der Wasserversorgung zur Energiegewinnung der illwerke vkw AG im österreichischen Montafon in Vorarlberg.

## Geschichte
Von November 1932 bis Januar 1933 wurden Vorarbeiten für das Staubecken Latschau getätigt (Sondierschächte u. a.). Das Staubecken Latschau wurde, zusammen mit der rund 19 km langen Triebwasserführung Partenen–Latschau (vom Kopswerk und Vermuntwerk) und dem Rodundwerk I 1938 bis 1944 erbaut (1943 weitgehend fertiggestellt). Das zugehörige Lünerseewerk wurde erst in den 1950er Jahren gebaut.
Im Zuge der Errichtung des Rodundwerkes II in den 1970er Jahren wurde das Staubecken Latschau erweitert und das 1972 fertiggestellte Becken II entstand.
Im Frühjahr und Sommer 2011 wurde das Becken II saniert, von April bis September 2017 folgte das Becken I.

## Lage und Ausgestaltung
Das Staubecken liegt in Latschau oberhalb von Tschagguns in 992 m ü. A. und wird über das Lünerseewerk aus dem 974 Meter höher gelegenen Lünersee (1970 m ü. A.), dem Freispiegelstollen mit Wasser vom Kopswerk und Vermuntwerk sowie aus weiteren sechs Bächen gespeist. Das im Staubecken Latschau gespeicherte Wasser wird von dort an das Rodundwerk I  und Rodundwerk II weitergeleitet und zur weiteren Energiegewinnung genutzt (Rohfallhöhe ca. 350 m bis zu den Pumpspeicherkraftwerken  Rodund).
Das Staubecken, das eine natürliche geologische Mulde bei Latschau nutzt, wurde weiter vertieft und auf der Nordwest- und Ostseite durch Erdschüttdämme erhöht (Kronenhöhe bis 50 m). Das aus der Speichersohle ausgehobene und geeignete Material wurde zur Schüttung der Dämme verwendet.
Das Staubecken Latschau besteht aus zwei Teilen. Bei hoher Staulage verbinden sich beide Becken über den Zwischendamm. Zusätzlich kann über einen Schütz auch bei normalem Wasserstand das Becken I mit dem Becken II verbunden werden und es ist eine gemeinsame Bewirtschaftung möglich.
Becken I umfasst das Kraftwerk Latschauwerk, die Einleitung des Lünerseewerks und die Ableitung für das Rodundwerk I, Becken II die Ableitung für das Rodundwerk II, die Hochwasserableitung (über einen Schrägschacht in das Becken Rodund) sowie einen Grundablass.

### Technische Daten
Die Staubecken Latschau sind Tagesspeicher für das Rodundwerk I und II sowie Unterwasser- und Pumpwasservorratsbecken für das Lünerseewerk (über den Pumpwasserkanal Lünerseewerk).
- Stauziel: 992,26 m ü. A.
- Anspringen der Hochwasserentlastung: > 992,25 m ü. A.
- Speicherschwerpunkt 988,36 m ü. A.
- Absenkziel: 974,01 m ü. A.
- Nutzbarer Inhalt Becken I + II: 2,24 Mio. m3
- Dammkrone Becken I + II: 993,70 m ü. A.
- Zwischendamm Dammkrone: 987,38 m ü. A.
- Länge Damm Becken I + II: ca. 1.000 m
- Größte Höhe: ca. 50 m
- Dammkronenbreite: ca. 4 m

Entlastungsanlagen
- Abflussvermögen Hochwasserentlastung: 49 m3/s
- Abflussvermögen Grundablass Becken II: 25 m3/s